# George de Monnik

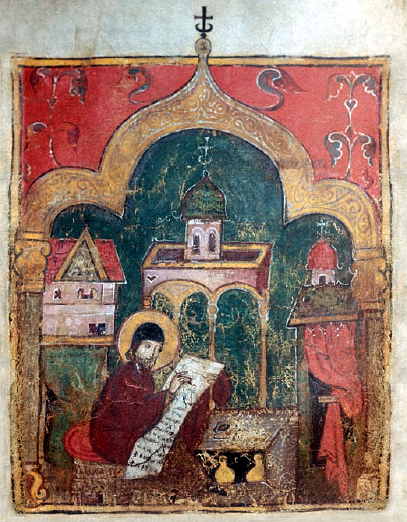
"George de Monnik aan het werk", een vroeg 14de-eeuwse miniature van Tver

George de Monnik of George Hamartolos of  Hamartolus (Grieks: Γεώργιος Ἁμαρτωλός) was een monnik uit Constantinopel ten tijde van Michael III (842-867) en de auteur van een kroniek. Hamartolus is niet zijn naam maar hij noemt zichzelf zo in de aanhef van zijn werk: "Een beknopte kroniek van verschillende kroniekschrijvers en tolken, verzameld en gearrangeerd door George, een zondaar (Grieks: ὐπὸ Γεωργίου ἁμαρτωλοῦ)". Het kiezen van een naam werd in die tijd vaker gedaan door Byzantijnse monniken. Krumbacher (Byz. Litt., 358) protesteert tegen het gebruik van dit epitheton als een naam en stelt voor (en gebruikt) de vorm Georgios Monachos (Grieks: Γεώργιος Μοναχός; "George de Monnik").

## De Kroniek
De kroniek bestaat uit vier boeken. De eerste gaat over de geschiedenis van Adam tot Alexander de Grote; de tweede, over de geschiedenis van het Oude Testament; de derde, over de Romeinse geschiedenis van Julius Caesar tot Constantijn; en de vierde tot de tijd van de auteur, tot de dood van keizer Theophilus (842). De kroniek is de enige uit de jaren 813-842 en daarom van betekenis. Zoals gewoonlijk bij  dergelijke middeleeuwse kronieken, kunnen alleen de beschreven feiten en gebeurtenissen serieus worden genomen. De rest is interessant als een voorbeeld van Byzantijnse gedachten over de onderwerpen, en om inzicht te krijgen in de vragen die de Byzantijnse monniken bezig hielden.